# Leonor de Castela, rainha de Inglaterra
Leonor de Castela (em inglês:  Eleanor; Castela, 1241 — Harby, 28 de novembro de 1290) foi Rainha da Inglaterra como a primeira esposa do rei Eduardo I, com quem se casou como parte de um acordo político para afirmar a soberania inglesa sobre a Gasconha. Ela também governou como Condessa de Ponthieu (suo jure) desde 1279.

## Casamento
Leonor de Castela e Danmartin foi a segunda de três filhos nascidos do segundo casamento de Fernando III, conhecido como São Fernando, com Joana de Dammartin, condessa de Ponthieu.
Em 18 de outubro de 1254, no mosteiro de Las Huelgas, Burgos, casou-se com o príncipe Eduardo, mais tarde rei Eduardo I de Inglaterra. A intenção original deste casamento foi acabar com a guerra entre Henrique III de Inglaterra, pai de Eduardo, e o meio-irmão de Leonor, Afonso X de Leão e Castela, pela posse de Gasconha, na França. Esta terra encontrava-se em disputa desde que Leonor de Inglaterra, filha de Henrique II e ancestral de Leonor de Castela, a recebeu como dote quando se casou com Afonso VIII de Castela em 1177. O rei inglês exigiu o casamento entre Leonor e Eduardo como prova de sinceridade do desejo de paz.

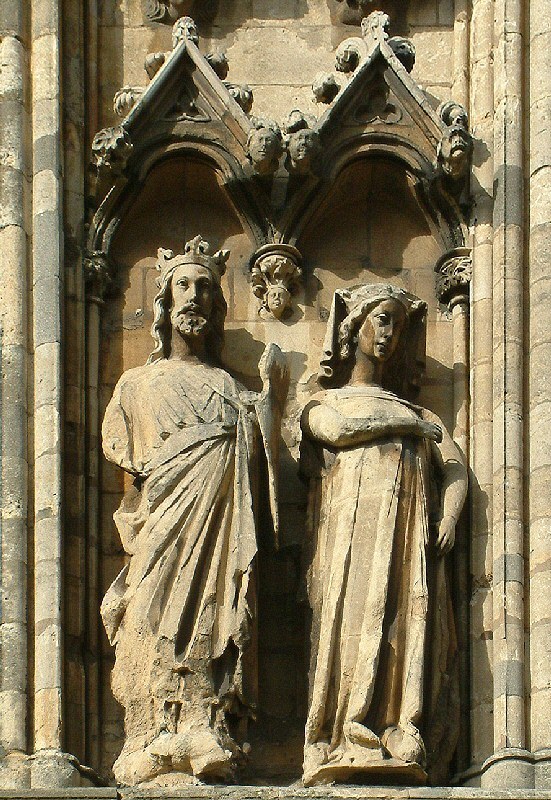
Leonor e Eduardo I representados em estátua na Catedral de Lincoln

Após a morte de Henrique III em 16 de novembro de 1272, Leonor e o seu marido são proclamados reis de Inglaterra. No entanto a coroação foi apenas realizada quando eles retornaram das Cruzadas, em 19 de agosto de 1274. Na Terra Santa, foi uma companheira leal e dedicada, a ponto de, segundo a lenda, vir para salvar a vida do seu marido chupando o veneno de uma cobra que o tinha mordido.
Entre os casamentos reais de todos os tempos, o seu foi dos mais bem sucedidos, tendo Leonor acompanhado Eduardo não só nas Cruzadas, mas também na conquista de Gales, onde veio a dar à luz o seu filho mais novo de 15 filhos, Eduardo (futuro Eduardo II de Inglaterra), no Castelo de Caernarfon, no coração do País de Gales.

## Viagem e morte

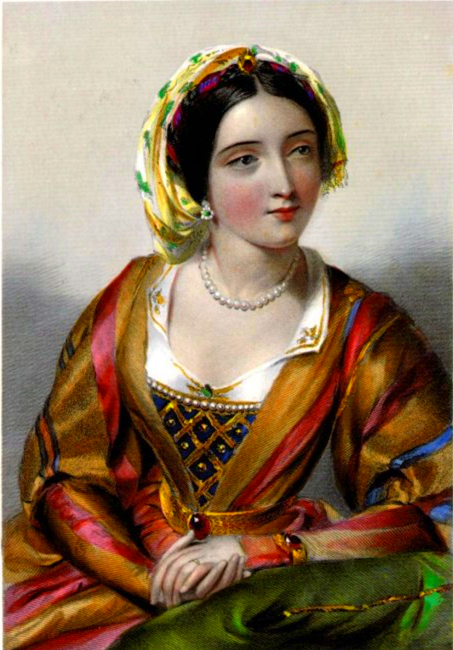
Leonor por Mary Howitt, no seu livro Biographical Sketches of the Queens of England, From the Norman Conquest to the Reign of Victoria; or The Royal Book of Beauty.

No outono de 1290, chegou a notícia a Eduardo que Margarida da Escócia, a “Donzela da Noruega”, herdeira da coroa escocesa, havia morrido. O rei apressou-se em ir para o norte tendo Leonor o seguido, mas num ritmo calmo dado que se encontrava doente, provavelmente uma febre da malária dos quais os primeiros relatos aparecem desde 1287. Depois do casal régio deixar Clipstone viajaram lentamente em direcção à cidade de Lincoln, um destino ao qual Leonor nunca iria chegar.
A sua condição piorou quando chegaram à aldeia de Harby, Nottinghamshire, a menos de 10 milhas (16 km) de Lincoln. A viagem foi cancelada, tendo sido a rainha alojada na casa de Richard de Weston. Ainda é possível ver as ruínas desta casa perto de Harby. Após piedosamente receber os últimos sacramentos da Igreja, Leonor morreu na noite do dia 28 de novembro de 1290, com idade entre 49 e após 36 anos de casamento. Eduardo esteve a seu lado para ouvir os seus pedidos finais.
O corpo da rainha foi levado de volta para Londres e para expressar a sua grande mágoa, Eduardo mandou erigir cruzes, doze ao todo, nos locais onde o corpo passasse a noite até ao destino final. Apenas três das originais sobrevivem: em Geddington, em Hardingstone e em Waltham. Cópias foram criadas das originais em Banbury e em Charing Cross. Ficaram conhecidas como as Cruzes de Leonor.

## Descendência
- Uma filha natimorta, nascida em maio de 1255, em Bordéus, França.
- Catarina, nascida entre 1260 e 1264, e morreu em 5 de setembro de 1264, cujo corpo foi sepultado na Abadia de Westminster.
- Joana, nascida em janeiro de 1265 e morreu antes de 7 de setembro do mesmo ano, cujo corpo foi sepultado na Abadia de Westminster.
- João, nascido no Castelo de Windsor, em 13 de julho de 1266, e morto em Wallingford, em 3 de agosto de 1271. Viveu sob os cuidados de seu tio-avô Ricardo, conde da Cornualha. Seu corpo repousa na Abadia de Westminster.
- Henrique, nascido em antes de 6 de maio de 1268 e morto em 16 de outubro de 1274. Pouco mais de um ano antes de sua morte, em 1 de setembro de 1273, foi prometido em casamento à infanta Joana de Navarra (futura rainha Joana I). Seu corpo repousa na Abadia de Westminster.
- Leonor, nascida no Castelo de Windsor, em 17 de junho de 1269, e morta em Gante, Flandres, em 29 de agosto de 1298. Foi prometida, em 1286, ao rei Afonso III de Aragão e até casou com ele por procuração, em 15 de agosto de 1290, mas o casamento não foi consumado, devido à morte do último, em 1291. Dois anos depois (20 de setembro de 1293), casou com o conde Henrique III de Bar, com quem teve um filho e duas filhas.
- Uma filha, nasceu e morreu em Acre, Palestina, em 1271, cujo corpo repousa na Igreja dos Pregadores, em Bordéus, França.
- Joana, nascida em Acre, Palestina, em 1272, e morta em 7 de abril de 1307, em Clare, Suffolk. Casou duas vezes, primeiro (30 de abril de 1290) com Gilberto de Clare, conde de Hertford, com quem teve um filho e duas filhas, e segundo (1297) com Raul de Morthermer, com quem teve duas filhas e dois filhos. Seu corpo foi sepultado no priorado agostiniano de Clare.
- Afonso, Conde de Chester, nascido em Baiona, em 24 de novembro de 1275, e morto no Castelo de Windsor, em 19 de agosto de 1284. Foi prometido, em 5 de julho de 1281, a Margarida da Holanda, filha de Florêncio V, conde da Holanda. Seu corpo repousa na Abadia de Westminster.
- Margarida, nascida no Castelo de Windsor, em 12 de setembro de 1275, e morta em 1333. Casou, em 8 de julho de 1290, com o futuro duque João II de Brabante, com quem teve um filho. Seu corpo foi sepultado na Colegiada de Santa Gudula, em Bruxelas, Bélgica.
- Berengária, nascida no Palácio de Kennington, em 1 de maio de 1276, e morta antes de 27 de junho de 1278. Seu corpo repousa na Abadia de Westminster.
- Uma filha, nascida e morta em janeiro de 1278.
- Maria, nascida em 11 de março de 1278 e morta em Amesbury, em 29 de maio de 1332. Tornou-se freira, em 1284, na Abadia de Amesbury, Wiltshire, Inglaterra.
- Um filho, nascido e morto entre 1280 e 1281.
- Isabel, nascida no Castelo de Rhuddlan, em 7 de agosto de 1282, e morta em Quendon, em 5 de maio de 1316. Casou duas vezes, primeiro (1297), com o conde João I da Holanda, e segundo (1302), com Onofre de Bohun, conde de Hereford e de Essex, com quem teve quatro filhas e seis filhos. Seu corpo foi sepultado na Abadia de Walden, Essex.
- Eduardo II de Inglaterra, nascido no Castelo de Caernarfon, em 25 de abril de 1284, e morto no Castelo de Berkeley, em 21 de setembro de 1327.